# Neuapostolische Kirche Magdeburg-Neustadt

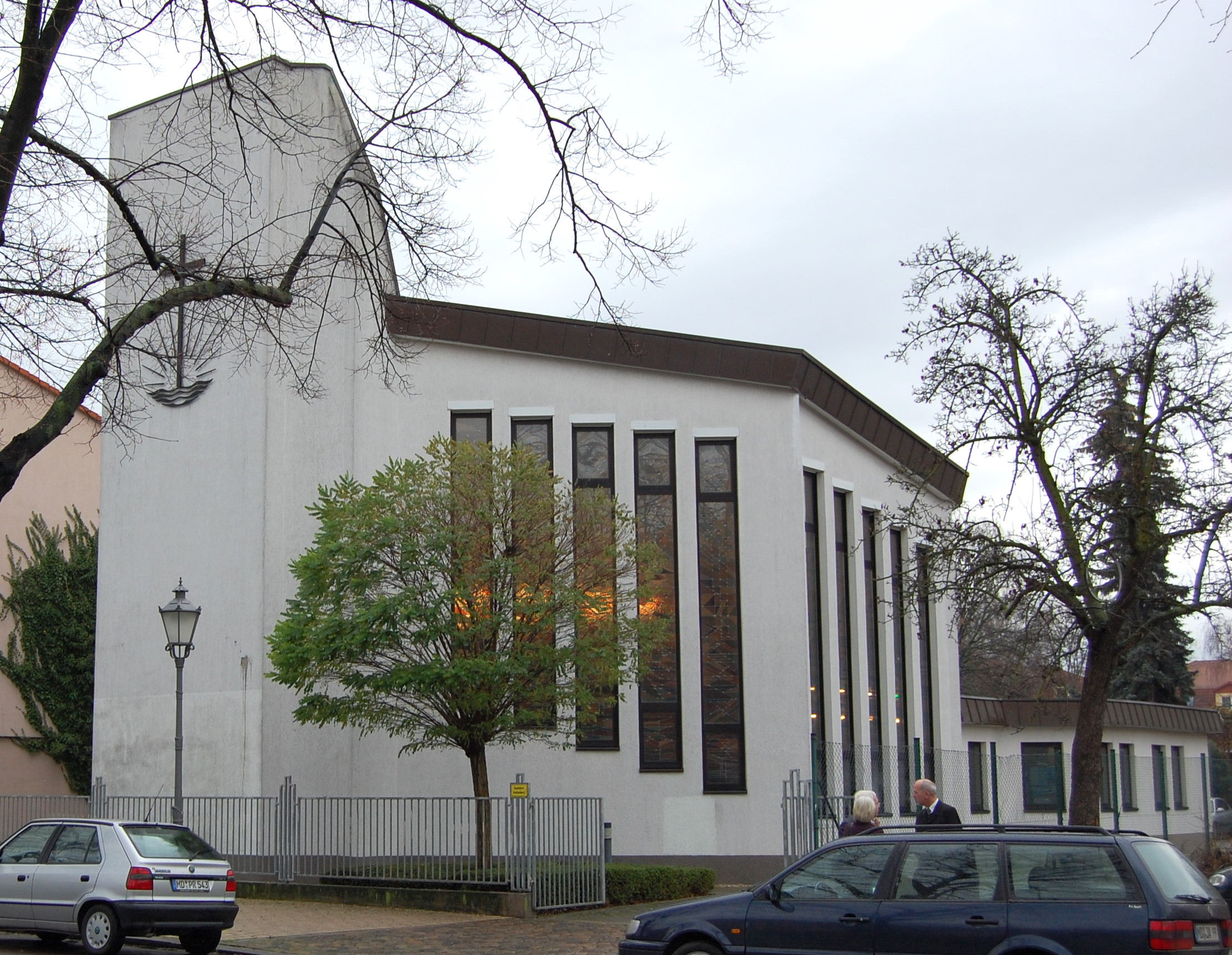
Neuapostolische Kirche Magdeburg-Neustadt

Die Neuapostolische Kirche Magdeburg-Neustadt ist eine neuapostolische Kirche im Magdeburger Stadtteil Neue Neustadt.

## Geschichte
Die Anfänge der Neustädter Gemeinde gehen auf das Jahr 1895 zurück. Der erste Gottesdienst fand am 1. April 1895, jedoch noch nicht in einem Kirchengebäude statt. Es wurden verschiedene Räumlichkeiten angemietet und zu Zwecken des Gottesdienstes umgebaut. Um für die Gemeinde eine Kapelle zu errichten, wurde im Dezember 1930 das Grundstück Moritzplatz 5 in Magdeburg-Neue Neustadt erworben. Durch die Auswirkungen des Zweiten Weltkriegs kam es jedoch zunächst nicht zum beabsichtigten Bau der Kapelle. Erst nach Kriegsende wurden die Planungen wieder aufgegriffen und im Februar 1950 die Kapelle eingeweiht. Steigende Mitgliederzahlen machten 1956 einen Umbau erforderlich. Nach der politischen Wende des Jahres 1989 konnten dann Pläne zum Neubau einer Kirche an Stelle der Kapelle verwirklicht werden. Die Grundsteinlegung erfolgte im Oktober 1993. Am 17. Dezember 1994 wurde nach 13-monatiger Bauzeit die nach Plänen des Architekten Hermann Jäckle neu errichtete Kirche eingeweiht.

## Architektur
Die eingeschossige nicht unterkellerte Kirche hat 160 Sitzplätze. Das zum Teil in Stahlbetonbauweise errichtete Gebäude ist über dem Kirchenraum mit einem Pultdach bedeckt. Südlich schließt sich ein mit einem Flachdach gedeckter Anbau an. Die Wände an Außen- und Innenseiten sind weiß und mit Strukturputz versehen. Die Fenster sind als Thermo- und Bleiverglasung als Holz-Aluminium-Fenster ausgeführt. Die Fußböden sind mit gelbem Jura-Marmor belegt. Die Inneneinrichtung wie Schränke, Türen, Gestühl, Altar und Orgelprospekt sind in gebeizter Eiche ausgeführt.